# دوري الدرجة الأولى الروماني 1926–27
دوري الدرجة الأولى الروماني 1926–27 (بالرومانية: Divizia A 1926-1927)‏ هو الموسم 15 من دوري الدرجة الأولى الروماني. أقيم خلال الفترة 3 يوليو 1927 وحتى 8 أغسطس 1927، وأشرف على تنظيمه اتحاد رومانيا لكرة القدم، وكان عدد الأندية المشاركة فيه 10، وفاز فيه نادي تشينزول تيميشوارا.